# Blastus borneensis
Blastus borneensis är en tvåhjärtbladig växtart som beskrevs av Célestin Alfred Cogniaux och Jacob Gijsbert Boerlage. Blastus borneensis ingår i släktet Blastus och familjen Melastomataceae. Inga underarter finns listade i Catalogue of Life.